# Єсперлі
Єсперлі́ (каз. Есперлі) — село у складі Жамбильського району Північноказахстанської області Казахстану. Входить до складу Жамбильського сільського округу, раніше входило до складу ліквідованої Суаткольської сільської ради.
До 2009 року село називалось Єсперли.
Населення — 121 особа (2021; 323 у 2009, 451 у 1999, 373 у 1989).
Національний склад станом на 1989 рік:
- казахи — 100 %.